# Liste der Kulturgüter in Arni AG
Die Liste der Kulturgüter in Arni enthält alle Objekte in der Gemeinde Arni im Kanton Aargau, die gemäss der Haager Konvention zum Schutz von Kulturgut bei bewaffneten Konflikten, dem Bundesgesetz vom 20. Juni 2014 über den Schutz der Kulturgüter bei bewaffneten Konflikten sowie der Verordnung vom 29. Oktober 2014 über den Schutz der Kulturgüter bei bewaffneten Konflikten unter Schutz stehen.
Es sind weder A-Objekte noch B-Objekte auf dem Gemeindegebiet ausgewiesen, Objekte der Kategorie C fehlen zurzeit (Stand: 1. Januar 2023). Unter übrige Baudenkmäler sind geschützte Objekte zu finden, die in der Bau- und Nutzungsordnung der Gemeinde verzeichnet sind.

## Übrige Baudenkmäler
| ID  | Foto |                                                                               | Objekt                                         | Typ | Standort                                 | Beschreibung |
| --- | ---- | ----------------------------------------------------------------------------- | ---------------------------------------------- | --- | ---------------------------------------- | ------------ |
| 901 | ja   | Datei hochladen · Wikidata zu Ehemaliges Schul- und Gemeindehaus (Q107151187) | Ehemaliges Schul- und Gemeindehaus (1869/1872) | G   | Alte Lunkhoferstrasse 20 674007 / 241241 |              |
| 902 | ja   | Datei hochladen · Wikidata zu Gasthof zum Sternen (Q116167769)                | Gasthof zum Sternen (um 1800)                  | G   | Alte Lunkhoferstrasse 16 673934 / 241191 |              |
| 903 | ja   | Datei hochladen · Wikidata zu Wohnhaus (Q116167809)                           | Wohnhaus (1693)                                | G   | Sennhüttenstrasse 1 674307 / 241338      |              |
| 904 | ja   | Datei hochladen · Wikidata zu Doppelwohnhaus (Q116167925)                     | Doppelwohnhaus (1798–1802)                     | G   | Hedingerstrasse 10 674248 / 241208       |              |

Hinweis zur Legende: Anstelle der KGS-Nummer wird als Objekt-Identifikator (ID) die Inventarnummer in der Bau- und Nutzungsordnung verwendet.